# 尾高修也
尾高 修也（おだか しゅうや、1937年10月7日 - ）は、日本の作家・文芸評論家。本名尾上潤一。

## 経歴
東京府生まれ。都立日比谷高校を経て、1961年早稲田大学政経学部卒。1972年、「危うい歳月」で文藝賞受賞。谷崎潤一郎論をライフワークとする。日比谷高校時代の同級生に、塩野七生、庄司薫、古井由吉などがいた。日本大学芸術学部助教授、教授を務め、2008年定年退任。

## 著書
- 『恋人の樹』河出書房新社 1973
- 『塔の子』河出書房新社 1979
- 『青年期 谷崎潤一郎論』小沢書店 1999、作品社 2007
- 『新人を読む 10年の小説1990-2000』国書刊行会 2005
- 『小説 書くために読む』増訂版 美巧社 2006
- 『谷崎潤一郎論 壮年期』作品社 2007
- 『現代・西遊日乗 1(1978-1985)』美巧社 2007
- 『近代文学以後「内向の世代」から見た村上春樹』作品社、2011
- 『必携 小説の作法』増訂版　ファーストワン 2012
- 『尾高修也 初期作品Ⅰ　短篇集　夜ごとの船』ファーストワン 2014
- 『尾高修也 初期作品Ⅱ　長篇小説 危うい関係』ファーストワン 2014
- 『尾高修也 初期作品Ⅲ　長篇小説 漂流風景』ファーストワン 2014
- 『書くために読む 短篇小説』ファーストワン 2015
- 『谷崎潤一郎 没後五十年』作品社 2015
- 『「西遊」の近代　作家たちの西洋』作品社 2016
- 『尾高修也 初期作品Ⅳ　短篇集　帆柱の鴉』ファーストワン 2017
- 『尾高修也 初期作品Ⅴ　長篇小説　男ざかり』ファーストワン 2020
- 『尾高修也 中期短篇集　信濃へ』ファーストワン 2020
- 『旅じまい』作品社 2024

## 論文
- 尾高修也
- 尾上潤一